# Râul Runcu (Rebrișoara), Someșul Mare
Râul Runcu este un curs de apă, afluent al râului Someșul Mare. 